# Cymbachina
Cymbachina là một chi nhện trong họ Thomisidae.